# 菅原寬孝
菅原寬孝（日语：／ Sugawara Hirotaka；1938年3月15日—），日本物理学家（粒子物理），东京大学博士、高能加速器研究机构副教授，夏威夷大学教授。

## 概述
菅原寬孝是理论物理学家，专攻粒子物理学。研究基本粒子之间的弱相互作用，从而提出了“李菅原关系”，并在1968年的物理評論期刊上发表，简称为“菅原系统”。

## 获奖与荣誉
- 1971年－仁科芳雄奖。
- 1995年－东丽科学技术奖。
- 1999年－紫绶褒章。
- 2013年－瑞宝章。

## 脚注
1. 1 2 3  「菅原寛孝氏と尾崎敏氏が瑞宝中綬章を受賞」『菅原寛孝氏と尾崎敏氏が瑞宝中綬章を受賞 | KEK （页面存档备份，存于）』高エネルギー加速器研究機構、2013年5月13日。
2. 1 2 3  『菅原寛孝学長特別顧問（ディスティングィッシュトプロフェッサー）業績概要 （页面存档备份，存于）』。
3. ↑  Sugawara, Hirotaka. . Physical Review. 1968, 170 (5): 1659–1662. doi:10.1103/physrev.170.1659.